# Scordonia lamae
Scordonia lamae is een vlinder uit de familie van de spanners (Geometridae). De soort is voor het eerst wetenschappelijk beschreven door Sergej Nikolajevitsj Alferaki in een publicatie uit 1897.